# اگلکوفن
اگلکوفن (به آلمانی: Egglkofen) یک شهر در آلمان است که در بایرن واقع شده‌است.

## خصوصیات
اگلکوفن ۱۳٫۹۹ کیلومترمربع مساحت دارد ۴۴۷ متر بالاتر از سطح دریا واقع شده‌است.